# Roza vânturilor (film din 1957)
Roza vânturilor (titlul original: în germană Die Windrose) este un film documentar-dramatic est-german realizat de studioul DEFA în 1957, alcătuit din cinci segmente produse de un colectiv de regizori internaționali printre care Alberto Cavalcanti, Serghei Gherasimov, Yannick Bellon, Gillo Pontecorvo, Alex Viany și Wu Kuo-Yin sub coordonarea artistică a lui Joris Ivens. Filmul a fost lansat în 1957 de Ziua Internațională a Femeii..
Printre protagoniști se numără și actorii de film Yves Montand, Simone Signoret și soția dramaturgului Bertold Brecht, Helene Weigel. 

## Conținut
Acest film episodic, o combinație între documentar și film artistic, relatează cinci povești de sine stătătoare ale femeilor din întreaga lume, filmate de cinci echipe diferite de realizatori, sub supravegherea artistică a regizorului de la DEFA, Joris Ivens.
Prin scene din viața Anei din Brazilia, Jeanine din Franța, Chen Hsiu Hua din China, Giovanna din Italia și Nadejdea din Uniunea Sovietică, Roza vanturilor urmărește să transmită preocupările comune care unesc lucrătoarele din întreaga lume.

### Brazilia:Ana
Un grup de migranți din zonele de secetă din nord-estul Braziliei primesc un camion „pau-de-arara” (camion de tranport migranți), care încearcă să se mute la São Paulo ca să aibă o viață mai bună. De-a lungul călătoriei, una dintre femei dă naștere unui copil.  Șoferul, intenționează să-i ducă la sclavia din câmpurile unui autoritar „colonel”, dar curajoasa Ana se înfruntă cu maistrul fermei și cu șoferul.

### China
Hsiu Hua, lidera unei comunități dintr-un sat chinez, salvează recolta din fața iminentei furtuni.

### Franța:O dimineață ca oricare alta
Într-un mic oraș industrial din regiunea Parisului, la zece ani de la sfârșitul războiului, Janine Alix, o tânără profesoară stagiară, apără oamenii săraci, care urma să fie expulzați. Ea a semnat o petiție, a alertat autoritățile publice și a câștigat lupta. Dar într-o seară de noiembrie, și-a părăsit discret elevii, pentru că inspectorul școlar a transferat-o la o altă școală.

### Italia:Giovanna
Episodul italian s-a numit Giovanna, a fost produs în 1956 de Giuliano del Negri, în regia lui Gillo Pontecorvo. Actrițele din film au fost Armida Gianassi și Carla Pozzi. Se relatează lupta unui grup de muncitori din industria textilă din localitatea Prato.

### Uniunea sovietică:Nadejda
Nadejda, caută noi drumuri pentru o viață mai bună, în ciuda lui Grișa, pe care îl iubește, dar care nu vrea să meargă cu ea. 
Semnificativ este numele eroinei, Nadejda, care în limba rusă înseamnă speranță, nădejdie.

## Distribuție
- Angela Brunner – narator
- Vanja Orico – Ana
- Aracy Cardoso –
- Marlene França –
- Aurélio Teixeira –
- Miguel Torres de Andrade –
- Valdo César –
- Armida Gianassi – Giovanna
- Carla Pozzi – Giovanna
- Zinaida Kirienko – Nadejda Vakmistrova
- Nikolai Dovjenko – Grigori
- Simone Signoret – Janine Alix
- Yves Montand – Yves
- Yen Mei-Yi – Chen Hsiu Hua
- Helene Weigel – narator

## Fișa tehnică
Regizori
- Alex Viany – segmentul „Ana” (Brazilia)
- Wu Kuo-Yin – segmentul chinez
- Joris Ivens – regia artistică (Franța)
- Yannick Bellon – segmentul „O dimineață ca oricare alta” [3] (Un matin comme les autres)
- Gillo Pontecorvo – segmentul „Giovanna” (Italia)
- Alberto Cavalcanti – segmentul (URSS)
- Serghei Gherasimov – segmentul „Nadejda”

Scenariști
- Jorge Amado – segmentul brazilian
- Alberto Cavalcanti – segmentul brazilian
- José Hipolito Trigueirinho Neto – segmentul brazilian
- Vladimir Pozner – segmentul francez
- Franco Solinas – segmentul italian „Giovanna”